# Phacochoerus aethiopicus
El facóquero oriental (Phacochoerus aethiopicus) es una especie de mamífero artiodáctilo de la familia Suidae. Es una de las dos especies de Phacochoerus existentes. Solo se da en las sabanas y parajes semidesérticos del Cuerno de África, y mantiene costumbres similares a su pariente, el facóquero común.

## Descripción
Este animal constituido tiene una  longitud media de 125 centímetros y un peso de 75 kilogramos siendo los machos más grandes que las hembras. Tiene una cabeza aplanada con protuberancias faciales emparejadas ("verrugas") y grandes colmillos curvos que le sobresalen. Estos no están presentes en los jóvenes, pero les crecen en el transcurso de unos pocos años. Son más grandes en los machos que en las hembras. El cuerpo está escasamente cubierto de pelos erizados y una región más densa corre a lo largo de la columna vertebral y se forma una cresta. La cola es larga y delgada. El color general es de marrón oscuro, pero la cresta es a veces blanquecina. Este jabalí se diferencia del (Potamochoerus porcus) y del cerdo gigante del bosque (Hylochoerus meinertzhageni) en que tiene verrugas faciales y colmillos proporcionalmente mayores.

## Distribución geográfica y hábitat
Es nativo de la región del Cuerno de África. Su área de distribución actual se extiende desde el sureste de Etiopía a través de Somalia occidental a Kenia oriental y Central. La subespecie nominal (P. a. aethiopicus), conocido comúnmente como el jabalí del Cabo, solía habitar en la parte sureste de la Provincia del Cabo y las partes adyacentes, pero se extinguió alrededor de 1871. El hábitat de este animal son paisajes áridos y abiertos incluyendo bosques con árboles dispersos, matorrales y llanuras de arena, pero no las zonas de montaña.

## Subespecies
Se reconocen las siguientes
- †P. a. aethiopicus
- P. a. delamerei, Lönnberg, 1909